# 吉林省巡撫衙署
吉林省巡撫衙署為清朝吉林省的最高行政機構，於1908年4月1日正式開廳視事。光緒三十三年三月初八（1907年4月20日），清廷發佈政令，裁撤吉林將軍，設立吉林省，任命朱家寶為吉林省首任巡撫。朱家寶赴任後，呈報《吉林省公署章程》，在清廷於明年1月21日朱批「照所請辦理」後，於4月1日起實施。下設五司一道二處：民政司、交涉司、度支司、提法司、提學司、勸業道、文案處、旗務處。另外設有吉林省高等審判廳。
其最高行政長官為吉林巡撫，全稱「欽命陸軍部侍郎銜都察院右副都御史兼副都統銜嘗戴花翎吉林巡撫」，官階從一品。計有二任：朱家寶、陳昭常。
民國元年（1912年）3月15日，吉林巡撫陳昭常等承認共和，接受民國臨時大總統袁世凱的命令，改衙署為吉林省都督府，改吉林省巡撫為吉林省都督。

## 組織
吉林行省衙署內設五司一道二處：
- 民政司：掌警政、自治、府廳以下各官升調補署事務。設民政使一員，從二品。下設民治、警政、疆理、營繕、庶務五科。
- 交涉司：專辦交涉事務，所辦交涉事宜須稟報巡撫和朝廷外務部。設交涉使一員，正三品。下設界約、互市、總務三科。
- 度支司：管理財政。原戶司、財政各局併入度支司。設度支使一員，正三品。下設總務、賦稅、俸餉三科。
- 提法司：受法部和本省巡撫統率，掌理民事刑事、總匯，監督各級審判廳、檢查廳及監獄，辦理司法行政事務。設提法使一員，正三品。下設總務、民事、刑事、典獄四科。
- 提學司：掌理學務。設提學使，正三品。下設總務、專門、普通、實業、圖書五科。
- 勸業道：管理農工商交通事務。設道台一員，正四品。下設總匯、農、工、商、郵傳五科。
- 文案處：總理文案事宜。設總辦一員。下設交涉、民政、財政、學務、軍政、政法六股。
- 旗務處：統轄全省旗務。設總理、協理、幫辦各一員。下設軍衡、儀制、稽賦、庶務四股。

此外，設有吉林省高等審判廳，府署駐地設有8個地方審判廳。州、廳、縣設有15個初級審判廳。各級審判廳皆設刑事庭和民事庭。廳長從四品，推事從五品。

## 吉林巡撫列表
- 朱家宝（1907年4月20日～1908年9月9日）
- 陈昭常（1908年9月9日～1912年3月15日）